# Кортиха
Кортиха — деревня в Устюженском районе Вологодской области.
Входит в состав Моденского сельского поселения, с точки зрения административно-территориального деления — в Моденский сельсовет.
Расположена на правом берегу реки Молога. Расстояние по автодороге до районного центра Устюжны — 43 км, до центра муниципального образования села Модно — 3 км. Ближайшие населённые пункты — Красино, Модно, Плотичье.
Население по данным переписи 2002 года — 67 человек (27 мужчин, 40 женщин). Преобладающая национальность — русские (99 %).